# Val-Mont
Val-Mont község Franciaország Burgundia-Franche-Comté régiójában, Côte-d’Or megyében. Új községként 2016. január 1-jén jött létre Ivry-en-Montagne és Jours-en-Vaux község egyesítésével. A korábbi községek egyesülésekor az új község lélekszáma 282 fő lett. Lakosainak száma 250 fő (2022. január 1.).

## Népesség
| Lakosok száma | 268  | 258  | 259  | 255  | 252  | 248  | 250  |
|               | 2013 | 2017 | 2018 | 2019 | 2020 | 2021 | 2022 |